# جگن نرم‌برگ

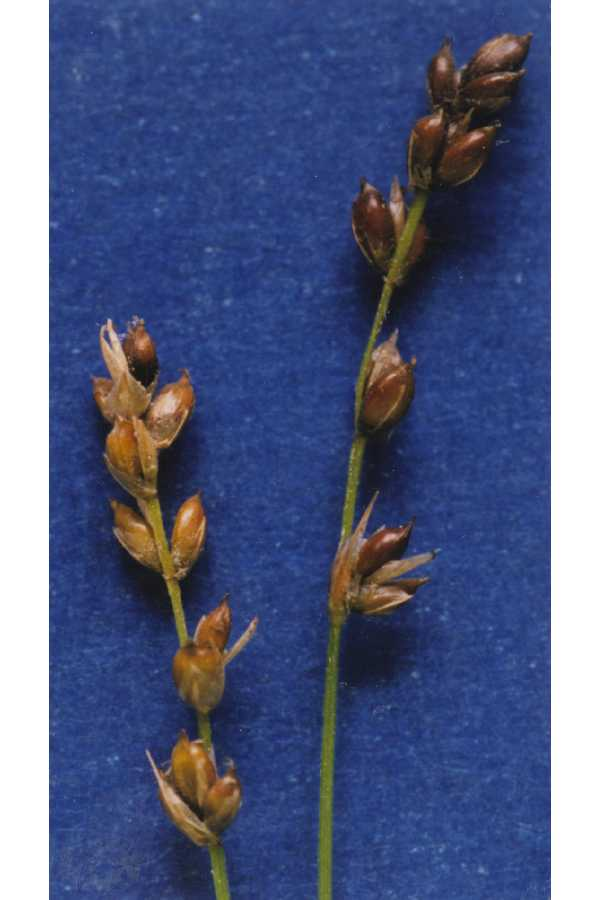
جگن نرم برگ

کارکس دیسپرما (به انگلیسی: Carex disperma) گونه‌ای از جگنیان است.